# Крішс Купчус
Крішс Купчус (латис. Krišs Kupčus; народився 26 квітня 1990, Вентспілс, Латвія) — латвійський професіональний хокеїст. Амплуа — захисник (правий хват ключки), виступав у ризькому Динамо-Юніорс та за «Металургс» (Лієпая)